# ۶۱۱ (قمری)
۶۱۱ (قمری)، ششصد و یازدهمین سال در گاهشماری هجری قمری است. اول محرم این سال برابر با ۱۳ مه سال ۱۲۱۴ میلادی است.